# Berwick Saga
 (octobre 2024).
- Si vous ne connaissez pas le sujet, laissez ce bandeau (vous pouvez alors contacter les auteurs).
- Si vous supprimez le contenu mis en cause (vous pouvez préalablement contacter les auteurs),

argumentez précisément cette suppression dans la page de discussion
(un manque de référence n'est pas un argument ; une recherche réelle de référence doit avoir été effectuée, être formellement documentée).
Tear Ring Saga Series: Berwick Saga - Lazberia Chronicle: Chapter 174 (ティアリングサーガシリーズ ベルウィックサーガ  - ラズベリア年代記 第１７４章, Tia Ringu Sāga Shirīzu Beruwikku Sāga - Razuberia nendai-ki dai 174-shō) ; ou plus communément Berwick Saga ; est un jeu vidéo de genre tactical RPG au tour par tour développé par Tirnanog et édité par Enterbrain sorti le 26 mai 2005 sur PlayStation 2, au Japon exclusivement. 
Berwick Saga est la suite du jeu Tear Ring Saga: Chronicles of War Hero Yutona, sorti quatre ans plus tôt sur PlayStation, mais bien que son intrigue se déroule techniquement dans le même univers, elle prend place sur un autre continent et à une autre époque. Il n'y a aucune véritable référence au premier jeu et il n'est donc pas nécessaire d'y avoir joué pour pleinement apprécier Berwick Saga. 
Comme son prédécesseur, le jeu est conçu et scénarisé par Shouzou Kaga, le créateur de la série de jeux de rôle tactique Fire Emblem. Il n'est cependant pas crédité dans le générique du jeu, pas plus d'ailleurs que le studio Tirnanog lui-même (le jeu est officiellement une production interne de l'éditeur Enterbrain), probablement pour éviter de répéter les déboires judiciaires ayant mis à mal la production et diffusion du jeu précédent. Le rôle clé de Tirnanog et de Kaga est toutefois bien démontré, notamment grâce au blog de ce dernier,[réf. à confirmer]. Contrairement à Tear Ring Saga, Berwick Saga prend également le soin de s'éloigner des bases de gameplay de la série Fire Emblem et brise la continuité esthétique établie dans les jeux de Kaga depuis Fire Emblem: Thracia 776 en remplaçant l'illustratrice Mayumi Hirota par Kazuaki Morita, possiblement au moins en partie pour assurer ses arrières sur le plan juridique. 

## Trame
L’intrigue du jeu prend place sur le continent de Lazberia, autrefois dominé par un empire éponyme gouverné comme une théocratie tyrannique. Bien des siècles après son effondrement, le continent est désormais divisé entre deux grandes puissances rivales : à l'est, l'Empire de Raze, et à l'ouest le Royaume de Veria, lui-même à la tête d'une alliance de vingt-quatre nations connue sous le nom de Ligue de Berwick. 
En l'an 616 du calendrier local, alors que la guerre fait rage, Raze inflige une défaite cuisante à la Ligue de Berwick, accusant plus de cent mille pertes dont le roi de Veria. De nombreux territoires de l'alliance tombent entre les mains impériales, jusqu'à ce que le royaume de Veria soit lui-même conquis et occupé, et la famille royale contrainte à l'exil dans le duché de Narvia. Le protagoniste principal, le jeune seigneur Reese, est le fils héritier du margrave de Sinon, un modeste vassal de Veria. À la tête d'un contingent d'une centaine de chevaliers, il part donc pour la ville de Navaron afin de renforcer les troupes du nouveau roi en exil et prendre part au conflit sous la bannière de la Ligue de Berwick. Il peut pour cela compter sur le soutien de son second, le chevalier vétéran Ward, et de la secrétaire Tianna, chargée des quartiers militaires des chevaliers de Sinon à Navaron. Au fil du scénario, la moralité de ce conflit d'abord présenté comme une simple lutte du bien contre le mal devient de plus en plus contrastée.
De manière générale, l'intrigue de Berwick Saga se repose plus sur l'évolution de la situation militaire que son prédécesseur, plus intéressé par le développement des relations entre les personnages que les détails du conflit, même si cet aspect existe toujours. Le jeu prend également soin de montrer au joueur qu'il n'est pas le centre de cet univers, car l'ampleur de ce que Reese et ses compagnons accomplissent dans cette guerre est finalement plutôt modeste et ne se limite qu'à un seul théâtre d'un conflit immense, d'où le « Chapitre 174 » du titre, qui appuie l'idée d'un cadre limité dans un ensemble bien plus vaste. On peut également noter un certain nombre de similitudes entre le scénario et les personnages de ce jeu et ceux du diptyque Path of Radiance / Radiant Dawn de la série Fire Emblem, ce qui laisse suggérer que les deux projets pourraient avoir été inspirés par des mêmes travaux préparatifs datant de l'époque où Kaga était encore employé d'Intelligent Systems, possiblement en lien avec le projet abandonné de jeu Fire Emblem sur Nintendo 64,[réf. non conforme].

## Systèmes de jeu
Berwick Saga présente des différences marquées avec les Fire Emblem et Tear Ring Saga, et c'est de loin le jeu de Shouzou Kaga qui s'éloigne le plus des conventions que ce dernier a lui-même posées dans la série de Nintendo. En Occident, où le jeu n'a jamais été commercialisé, la plupart des joueurs découvrent Berwick Saga par l'intermédiaire de Fire Emblem en raison du lien de parenté entre les deux franchises, et il est donc difficile d'aborder les systèmes de jeu de Berwick Saga autrement que sous l'angle de la comparaison avec Fire Emblem, et par extension Tear Ring Saga premier du nom.
Berwick Saga reste un jeu de rôle tactique au tour par tour, mais de nombreux éléments ont été intégralement repensés. En premier lieu, les cartes ne sont plus quadrillées mais désormais des grilles hexagonales, démultipliant ainsi les options tactiques du joueur (chaque case a désormais six cases adjacentes au lieu de quatre), mais rendant également les déplacements des adversaires plus volatiles et dangereux. Ensuite, l'ordre d'initiative ne repose plus sur une alternance phase joueur / phase ennemie : ici, le joueur et l'ordinateur jouent chacun un certain nombre d'unités en alternance jusqu'à ce que toutes les unités aient agi une fois. Le nombre d'unité pouvant être jouées à chaque fois dépend de la répartition des forces : par exemple, si le joueur et l'ennemi ont un nombre d'unités semblable, ils joueront une unité chacun, mais si l'ennemi possède deux fois plus d'unités que le joueur, alors il jouera deux unités après que le joueur en ait joué une. La plupart du temps, l'armée du joueur est en sous-effectif par rapport à son adversaire, ce qui rend ce type de configuration plus courant. Le joueur a tout de même le privilège de pouvoir déplacer la première unité au début de chaque tour, indépendamment des effectifs ennemis. Ce système exigeant tend à avantager l'ennemi et rend crucial l'ordre dans lequel les unités agissent, ce qui en fait l'un des principaux vecteurs de difficulté du jeu, mais ouvre aussi de nouvelles options au joueur, puisqu'il est par exemple possible de déplacer une unité « deux fois de suite », en la faisant agir la dernière pendant un tour puis la première au tour suivant. Pour rendre ce système moins punitif, dans la mesure où le système de mort permanente des personnages est conservé, Berwick Saga permet au joueur de sauvegarder sa progression une fois tous les cinq tours, mais même ainsi, le jeu a pour réputation d'être particulièrement ardu. 
En ce qui concerne le système de combat, il a lui aussi été modifié en profondeur. Comme dans Tear Ring Saga, le triangle des armes typique de la série Fire Emblem n'existe pas ici. Mais surtout, les contre-attaques ne sont plus garanties, et n'interviennent que si le défenseur est parvenu à esquiver l'attaque de l'assaillant, ou bien s'il n'a subi aucun dégât, généralement grâce à l'utilisation d'un bouclier. La stratégie de combat repose donc souvent sur le fait de trouver un moyen d'empêcher un ennemi de contre-attaquer : soit en maximisant la précision de son attaque, soit en l'attaquant à distance avec un arc par exemple, soit en le désarmant, soit plus simplement en l'éliminant avant qu'il n'ait l'opportunité de contre-attaquer. Ceci est encore encouragé par le fait que les unités montées ne peuvent utiliser leur mobilité restante après avoir attaqué que si elles n'ont pas subi de dégâts d'une potentielle contre-attaque adverse, et courent donc le risque d'être clouées dans une position défavorable si elles laissent l'ennemi leur porter un coup. Il est également impossible d'attaquer son adversaire deux fois par tour : une deuxième attaque peut avoir lieu, mais uniquement si l'assaillant n'a pas atteint sa cible la première fois puis a esquivé la contre-attaque du défenseur (ou n'a subi aucun dégât). Inversement, ces systèmes accordent aussi mécaniquement un rôle important aux boucliers, puisqu'ils peuvent permettre d'absorber les coups ennemis et ainsi d'effectuer un contre ou une deuxième attaque, ou bien aux unités montées de pourvoir se déplacer à nouveau. Il faut toutefois noter qu'il ne s'agit ici que de généralités et que le déroulement du combat est aussi lourdement influencé par les aptitudes de chaque unité ou encore les spécificités de leur armement. 
Les chapitres sont moins nombreux que dans Tear Ring Saga et la plupart des Fire Emblem : il n'y en a ici qu'une quinzaine. Cependant, deux facteurs viennent nuancer ce nombre réduit. D'une part, chaque mission principale compte également deux ou trois quêtes annexes qui viennent lui rajouter des objectifs secondaires, ce qui tend à les complexifier et les rallonger. D'autre part, chaque chapitre comprend également plusieurs missions secondaires optionnelles que le joueur est encouragé à accomplir, car elles rapportent de l'expérience en combattant des ennemis ; des objets, armes et équipements trouvés au sol ou en éliminant un adversaire ; ou de l'argent qui peut parfois prendre l'apparence d'un criminel recherché à abattre ou capturer en échange d'une prime. L'argent est l'élément central de la gestion de ressources dans Berwick Saga et a de nombreuses utilisations, car il sert non seulement à acheter de nouvelles armes lorsque les précédentes se sont brisées, ou encore à acheter de nouveaux chevaux qui peuvent être tués si l'unité qui les monte subit trop de dégâts, mais aussi à embaucher des mercenaires le temps d'un chapitre afin qu'ils combattent aux côtés des unités permanentes du joueur. Les mercenaires peuvent généralement être recrutés de manière permanente une fois certaines conditions remplies.
Enfin, entre chaque mission, le joueur a quartier libre pour explorer les différents bâtiments de la ville de Navaron, qui sert de hub au jeu. En plus des quartiers de Reese, il est possible de visiter les divers magasins, la guilde de mercenaires, les étables, le restaurant (où payer un repas à une unité augmente certaines de ses caractéristiques pour le chapitre en cours), ou encore l'atelier (ou des matériaux peuvent être combinés et transformés en armes surpuissantes). Ces phases d'exploration de la ville servent donc à préparer les batailles à venir tout en apportant une certaine profondeur à l'univers,[réf. à confirmer].

## Développement

### Équipe
- Producteurs : Hirokazu Hamamura, Shuji Matsumoto, Akiyoshi Yamazaki
- Directeur : Shouzou Kaga, Yasunori Nasako
- Concepteur : Shouzou Kaga
- Illustrateur, character designer : Kazuaki Morita
- Écriture : Shouzou Kaga, Yasunori Nasako, Haruo Kase, Katsuhiro Mitsuyasu
- Composition musicale : Hiroto Saitoh, Minako Seki, Yousuke Yasui, Hitomi Tachibana, Yoshio Ueno

### Résumé
Le développement de Berwick Saga débute après la sortie du jeu précédent en 2001, et s'appuie sans doute en partie sur des notes que Kaga avait préparées à l'époque où il travaillait encore sur la série Fire Emblem, à la fin des années 1990. Le studio Tirnanog chargé du développement et Kaga lui-même sont complètement invisibilisés par l'éditeur Enterbrain, probablement pour éviter une nouvelle guerre juridique avec Nintendo. Les systèmes de jeu sont repensés avec l'intention de les rendre plus complexes et plus réalistes, là où ceux de Tear Ring Saga pouvaient être plus facilement trivialisés par les meilleurs joueurs et créer des situations narratives peu crédibles[réf. nécessaire]. 
Le jeu n'a jamais officiellement été commercialisé hors du Japon, mais il a fait l'objet de patchs de traduction en anglais par des fans,.

## Accueil
Berwick Saga est bien reçu par la critique et la presse spécialisée,[réf. souhaitée]. Il se vend à 84 000 exemplaires au cours de sa première semaine, et 177 000 exemplaires sur l'ensemble de l'année 2005, une performance sensiblement meilleure que celle de son concurrent Fire Emblem: Path of Radiance au Japon.
Toutefois, cela en dit surtout long sur les difficultés que rencontrait la série Fire Emblem à cette période plutôt que sur le succès de Berwick Saga, qui non seulement voit ses ventes réduites de moitié par rapport à Tear Ring Saga, mais surtout qui avait l'avantage d'être sorti sur PlayStation 2, console de jeux vidéo la mieux vendue de l'histoire, là où Path of Radiance avait l'excuse d'être sorti sur une console ayant elle-même reçu un succès commercial décevant[réf. nécessaire]. Malgré ses qualités, Berwick Saga peut donc être raisonnablement qualifié d'échec commercial,.

## Postérité
Une adaptation en manga dessinée par Kazuaki Morita, également character designer du jeu, est publiée en 2005. 
L'échec commercial de Berwick Saga marque la fin du studio Tirnanog et de la série des Tear Ring Saga, et par la même occasion le début d'une longue pause pour Kaga dans le développement de jeux vidéo, qui ne reprendra qu'avec la série des Vestaria Saga en 2016,. Malgré le titre et le genre similaire, ces nouveaux jeux ne sont pas des suites à Tear Ring Saga ou Berwick Saga, mais s'inscrivent dans la continuité de l’œuvre de l'auteur débutée en 1990 avec Fire Emblem: Shadow Dragon & the Blade of Light[réf. nécessaire].